# Maurice II d'Oldenbourg
Maurice II d'Oldenbourg (documenté à partir de 1381 - mort le 3 septembre 1420 à Oldenbourg) est
corégent du comté d'Oldenbourg de à 1386 à 1420.

## Origine
Maurice II est le fils cadet du comte  Conrad II. et de son épouse  Cunégonde de Diepholz. Il apparait dans la documentation encore mineur en  1381  avec son frère Jean. Après 1393, il est attesté lors de plusieurs transactions juridiques et s'est ainsi produit comme témoin aux côtés de son père et de son oncle, Christian V d'Oldenbourg, dans des actes souverains.
Vers 1400, comme son père , il accorde asile et protection  aux Frères des victuailles , qui avaient été contraints de se retirer de la mer Baltique à la zone côtière du sud de la mer du Nord à cette époque. Après la mort de son père en 1401 Maurice II  règne seul mais ensuite il doit partager le comté d'Oldenbourg avec ses cousins Christian VI et Thierry d'Oldenbourg les fils de son oncle Christian V d'Oldenbourg. Selon la chronique de Rastede, Maurice II conserve la moitié du château à Oldenbourg, ses parents en contrôlent l'autre partie
Muarice II avait épousé  Elisabeth de Brunswick-Lunebourg, mais son union reste sans héritier mâles  et la  succession dynastique est
assurée par les descendants de son cousin Thierry d'Oldenbourg 